# Байдлер, Франц
Франц Байдлер (в старых русских источниках Бейдлер, нем. Franz Philipp Beidler; 29 марта 1872, Кайзерштуль, кантон Аргау — 15 января 1930, Мюнхен) — немецкий дирижёр швейцарского происхождения, зять Рихарда Вагнера (муж его старшей дочери Изольды).
Окончил гимназию в Санкт-Галлене, затем в течение девяти месяцев учился музыке в Веймаре и наконец в 1890—1894 гг. был студентом Лейпцигской консерватории, прежде всего как пианист (ученик Бруно Цвинчера). В 1894 году поступил учителем в вокальную школу Юлиуса Книзе, действовавшую при Байройтском фестивале. В 1896 г. руководившая фестивалем Козима Вагнер, вдова композитора, сделала молодого музыканта своим ассистентом. В 1900 г. женился на её дочери Изольде, которая родилась в то время, когда ещё не был расторгнут первый брак её матери с Гансом фон Бюловом, и потому носила фамилию Бюлов, а не Вагнер. Годом позже родился их сын Франц Вильгельм Байдлер, старший внук Вагнера.
В 1902—1905 гг. Байдлер в значительной степени работал в Москве, осуществив на сцене Большого театра постановки вагнеровских опер «Валькирия», «Лоэнгрин», «Летучий голландец» (под названием «Моряк-скиталец») и «Тангейзер» (под названием «Состязание певцов в Вартбурге»). В 1905 г., после смерти Книзе, он вернулся в Байройт и возглавил тамошнюю певческую школу, однако в начале 1906 г. вновь отправился в Россию, чтобы выступить с концертом в Санкт-Петербурге; в переписке Сергея Прокофьева сохранена сцена того, как возмущённый Н. А. Римский-Корсаков жалуется Байдлеру, «который сидел, откинувшись на стуле, здоровый, румяный, слегка улыбающийся», на непонятные и эпатажные места в «Божественной поэме» Александра Скрябина.
В 1904 г. Байдлер дебютировал на Байройтском фестивале как дирижёр, в 1906 г. также дирижировал на фестивале «Парсифалем», однако его выступления 1906 года привели к конфликту с Козимой Вагнер, фактически изгнавшей его из Байройта. В дальнейшем конфликт усугубился и привёл к судебной тяжбе между Козимой и её дочерью Изольдой, в результате которой суд в 1913 году признал, что Изольда и её сын не могут претендовать на наследство Вагнера, поскольку de jure являются потомками Бюлова.
Музыкальная карьера Байдлера после изгнания из Байройта практически завершилась. В дальнейшем он стал отцом ещё трёх детей от разных женщин, его внебрачная дочь — известная немецкая певица кабаре Ева Буш.